# Idrissa Thiam
Idrissa Thiam (ur. 2 września 2000 w Sebkha) – mauretański piłkarz grający na pozycji prawoskrzydłowego. Od 2022 jest zawodnikiem klubu CD Lugo.

## Kariera klubowa
Swoją karierę piłkarską Thiam rozpoczął w klubie ASAC Concorde. W sezonie 2017/2018 zadebiutował w jego barwach w mauretańskiej pierwszej lidze. W sezonie 2018/2019 wywalczył z nim wicemistrzostwo Mauretanii. W 2019 roku trafił do rezerw Cádizu, a w 2021 roku został zawodnikiem SCR Peña Deportiva. W 2021 wrócił do ASAC Concorde, a w 2022 został piłkarzem CD Lugo.

## Kariera reprezentacyjna
W reprezentacji Mauretanii Thiam zadebiutował 9 października 2020 w wygranym 2:1 towarzyskim meczu ze Sierra Leone, rozegranym w Nawakszucie. W 2022 został powołany do kadry na Puchar Narodów Afryki 2021. Na tym turnieju rozegrał trzy mecze grupowe: z Gambią (0:1), z Tunezją (0:4) i z Mali (0:2).